# Hjalmar Johansson
Pour les articles homonymes, voir Johansson.
Carl August Hjalmar Johansson dit Hjalmar Johansson (né le 20 janvier 1874 à Karlskrona et mort le 30 septembre 1957 à Segeltorp) est un plongeur, nageur et athlète suédois.

## Carrière
Aux Jeux olympiques intercalaires de 1906 à Athènes, Hjalmar Johansson termine sixième en plongeon (plateforme à 10 mètres), huitième de la finale du 100 mètres nage libre et dix-neuvième en saut en longueur sans élan.
Aux Jeux olympiques de 1908 à Londres, il est sacré champion olympique de plongeon en plateforme à 10 mètres, et termine deuxième de sa série de qualification du 200 mètres brasse.
Aux Jeux olympiques de 1912 à Stockholm, il est médaillé d'argent de plongeon simple de haut vol et quatrième de plongeon en plateforme à 10 mètres.
Pour la fondation de la Fédération internationale de natation en 1908, il rédige le code olympique des épreuves de plongeon, qui servira de base aux règlements des compétitions modernes. Il intègre l'International Swimming Hall of Fame en 1982.